# Islas Kamennyye
Las islas Kamennyye (del ruso:  Каменные Острова ) es un grupo de islas rusas del Ártico cubiertas de vegetación de tundra. Se encuentra en el mar de Kara, frente a la costa de Siberia, al oeste de la desembocadura del río Pyasina. Adminstrativamente, el grupo de islas pertenece al krai de Krasnoyarsk.
Las islas principales, de este a oeste, son las siguientes:
- isla Morzhovo, con un diámetro de tan sólo 4 km y una altitud máxima de 80 m, es la más cercana a tierra, a sólo 11 km de la costa de Siberia;
- isla Rastorguyev. Es larga y estrecha, de unos 15 km de longitud y una altitud máxima de 132 m. En ocasiones se confunde con la isla Kolchak, que se encuentra más al este en el mar de Kara al sur del Archipiélago Nordenskiold, y que hasta el año 2005, era conocida también como isla Rastorguyev);
- isla Vostochnyy, es la mayor en el grupo, con 17 km de largo, 9 km de ancho y una altitud máxima de 46 m;
- isla Zapadnyy, de forma casi circular y 8,5 km de diámetro y una altitud máxima de 159 m.

Otras islas menores son Korotkij (Короткий),  Protočnyj ( Проточный),  Pljažnyj (Пляжный), Uzornyj (Узорный), Drojnjaški (Двойняшки), Plato (Плато), Kupol (Купол) y Dolgij (Долгий).
El mar que rodea las islas Kirov está cubierto de hielo con algunas polinias en el invierno y hay muchos témpanos de hielo, incluso en el verano, por lo que quedan conectadas con la parte continental de Siberia durante los largos inviernos. El clima es severo y los veranos duran sólo unos dos meses. Este grupo de islas pertenece al krai de Krasnoyarsk, división administrativa de la Federación Rusa. También forman parte de la Gran Reserva Natural del Ártico, la reserva natural más grande de Rusia.
Estas islas fueron exploradas por el geólogo ruso barón Eduard Toll durante una expedición en nombre de la Academia Imperial de Ciencias de Rusia (1900-03).